# Gonatocerus vidanoi
Gonatocerus vidanoi is een vliesvleugelig insect uit de familie Mymaridae. De wetenschappelijke naam is voor het eerst geldig gepubliceerd in 1986 door Viggiani & Jesu.